# جو (فلم فرنسي)
جو (بالفرنسية: Joe) فيلم كوميدي، وجريمة، وإثارة فرنسي، صدر في الأصل عام 1971، وهو معروف في المناطق الناطقة باللغة الإنجليزية إما باسم «الجسم المشغولThe Busy Body» أو «شرفة المراقبة The Gazebo». أخرجه جان جيرول وبطولة لويس دي فنيس في دور الكاتب المسرحي أنطوان بريسبارد وكلود جينساك كممثلة وزوجته سيلفي بريسبارد. يعتمد السيناريو على مسرحية أليك كوبيل «شرفة المراقبة» عام 1958. «جو» هو الفيلم الثاني الذي أعتمد على مسرحية شرفة المراقبة، صدر من قبله فيلم آخر يعتمد على نفس المسرحية ويحمل نفس العنوان عام 1959 بطولة جلين فورد وديبي رينولدز.

## طاقم التمثيل
- لويس دي فونيس: في دور أنطوان بريسبارد
- كلود جينساك: في دور سيلفي بريسبارد
- ميشيل جالابرو: في دور تونيلوتي
- برنارد بلير: في دور المفتش دوكروس
- غي تريجان: في دور ماستر كولاس
- فيردي ماين: في دور السيد جرندر
- ايفون كليتش: في دور السيدة جريندر
- فلورنس بلوت: في دور مدام كراموسيل
- ميشلين لوتشيوني: في دور فرانسواز
- كريستيان مولر: في دور ماتيلد
- جاك مارين: في دور أندريو
- كارلو نيل: في دور بلوميريل
- جان دروز: في دور هيوي
- بول بريبوست: في دور المساعد[7]

## أحداث الفيلم
يعاني أنطوان بريسبارد، الكاتب المسرحي الكوميدي الشهير، من صعوبات مالية ويستعد لبيع الفيلا الخاصة به لزوجين إنجليزيين. يقع بريسبارد ضحية للابتزاز لأن زوجته الممثلة الشهيرة سيلفي هي ابنة قاتل، لص، سيئ السمعة. يقوم بابتزاز أنطوان بريسبارد، المجرم الخبيث المعروف فقط باسم جو، والذي يزوره كثيرًا ليحصل على أمواله، ويستعد بريسبارد للتخلص من جو مرة واحدة وإلى الأبد، ويخطط لعمله تحت ستار محاولته كتابة السيناريو لمسرحية جريمة واستشارة صديقه المحامي كولاس للحصول على أفكار حول كيفية التصرف بكفاءة للتخلص من الجثة. يوافق بريسبارد أخيرًا على عرض منسق الحدائق «تونيلوتي» لإقامة سرادق، مما يوفر مكانًا مثاليًا لإخفاء الجثة.
ينتظر بريسبارد، في الليلة التي من المقرر أن يصل فيها جو من أجل دفعته التالية، بمسدس في يده، لكنه غير قادر على سحب الزناد وإسقاط البندقية على الأرض، مما يؤدي إلى إطلاق رصاصة وقتل جو بطريق الخطأ. يظهر مفتش الشرطة دوكروس، الذي اكتشف عملية جو وتورط بريسبارد فيها، ويخبر بريسبارد أن جو قد قُتل بالفعل في الوقت الذي كان من المفترض أن يأتي فيه إلى الفيلا، ويتم الكشف في النهاية عن الرجل الذي أطلق عليه بريسبارد الرصاص، أنه ريري، الشريك الإجرامي والقاتل لجو. يسعى بريسبارد لإخفاء الجثة في مكان آخر؛ ويستمر الكثير من الضيوف غير المرغوب فيهم في القدوم والذهاب؛ وأخيرًا، يرفض جسد ريري بعناد أن يظل مخفيًا، حتى بمساعدة زوجته، التي أخبرها بكل شيء أخيرًا. تصبح مهمة التخلص من الجسد مهمة شاقة تمامًا، ومدمرة للأعصاب.

## استقبال الفيلم
باع الفيلم 2.466.966 بطاقة دخول إلى دور العرض في فرنسا. كان الفيلم الثالث عشر الأكثر نجاحًا في فرنسا في عام 1971، حقق جو نجاحًا ضئيلًا بالنسبة إلى لويس دي فونيس، الذي جذبت أفلامه عادةً اهتمامًا شعبيًا كبيرًا. أشاد معظم النقاد بأداء لويس دي فونيس، لكنهم أعربوا عن أسفهم للتوجيه الضعيف لجين جيرول، الذي اعترف بأن دي فونيس كان مسؤولاً عن 60٪ من المواقف الضاحكة المستخدمة في الفيلم.

## روابط خارجية
- جو على موقع IMDb (الإنجليزية)
- جو على موقع روتن توميتوز (الإنجليزية)
- جو على موقع ألو سيني (الفرنسية)
- جو على موقع Turner Classic Movies (الإنجليزية)
- جو على موقع أول موفي (الإنجليزية)
- جو على موقع فيلمافينيتي (الإسبانية)
- جو على موقع قاعدة بيانات الأفلام السويدية (السويدية)
- جو على موقع قاعدة بيانات الفيلم (الإنجليزية)
- جو على موقع ليتربوكسد (الإنجليزية)
- جو على موقع كينوبويسك (الروسية)